# Yaruu (Zavkhan)
Le sum de Yaruu (mongol : ᠢᠷᠠᠭᠤ
ᠰᠤᠮᠤ, cyrillique : Яруу сум, MNS : Yaruu sum) est situé dans l'aïmag (ligue) de Zavkhan, en Mongolie. Sa population était de ? habitants en 2005.

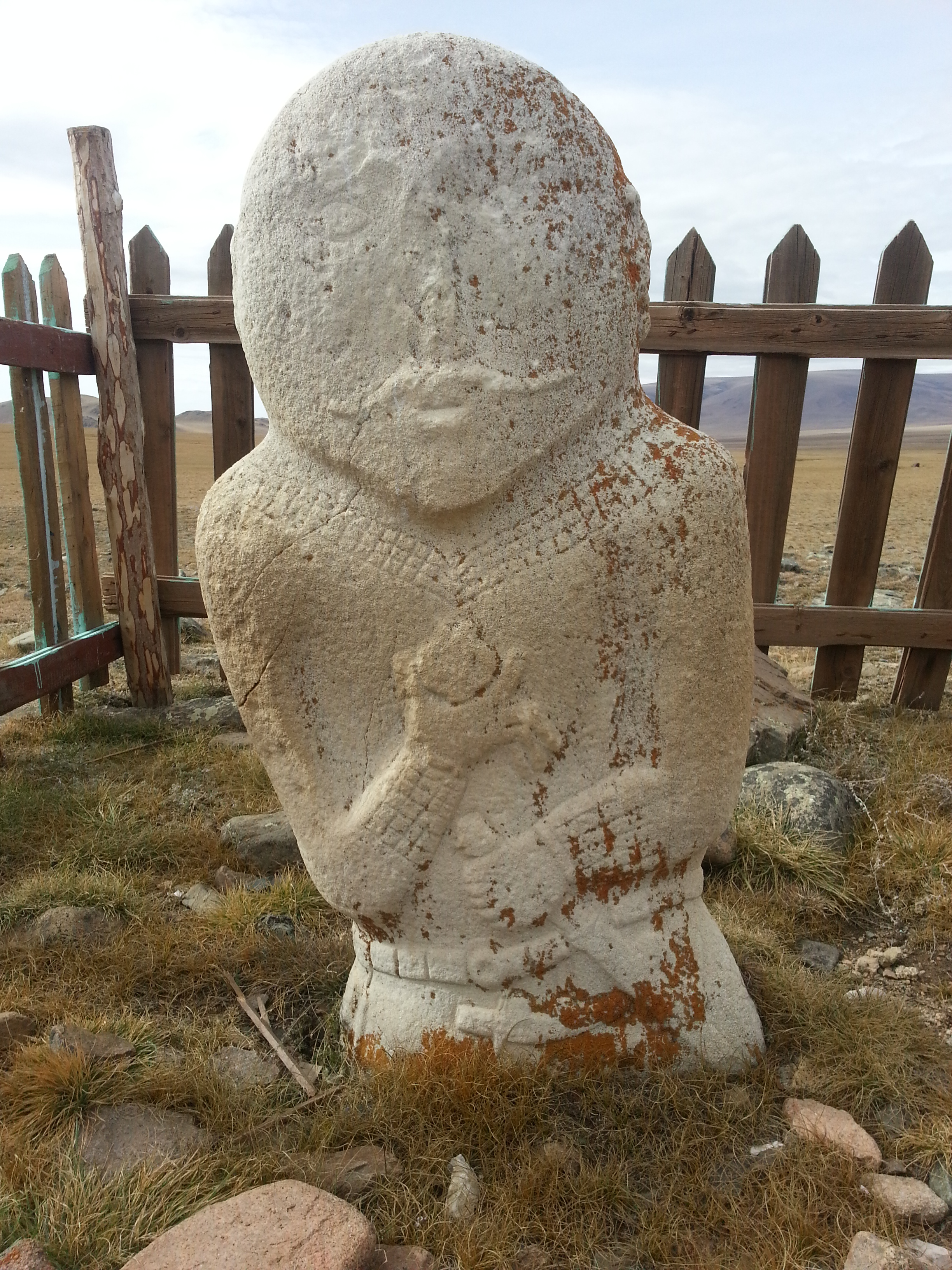
Stèle scythe de la région